# Keri Sable
Keri Sable (Buffalo, Nueva York; 28 de abril de 1986) es una actriz pornográfica estadounidense.

## Biografía
Aunque Keri es de Buffalo, Nueva York, antes de comenzar su carrera porno también vivió en Phoenix, Arizona, y en Chicago, Illinois. Finalmente se mudó a San Diego, California.

## Carrera como actriz porno
Keri comenzó su carrera en la industria del porno a principios de verano del año 2004, a los 18 años. Durante los meses siguientes, Keri rodó un gran número de escenas para diversas productoras, mayoritariamente pornografía muy dura de tipo gonzo y destacando multitud de escenas anales.
Estos hechos, junto con la gran fotogenia de Keri con la cámara, su lindo aspecto, su peculiar encanto y talento para actuar en las escenas y el gran número de películas que se estrenaban cada mes en las que aparecía Keri, la llevaron a convertirse en una actriz muy famosa y reconocida dentro de la industria del porno estadounidense, además de una favorita de los fanes.
Keri continuó rodando pornografía gonzo y participando en multitud de películas durante 10 meses, hasta abril de 2005, cuando firmó un contrato exclusivo de dos años con la productora Wicked Pictures.
Desde ese momento el número de estrenos pornográficos en el mercado en los que actuaba Keri Sable descendió notablemente debido a la exclusividad de su contrato, y el estilo de las películas en las que Keri actuaba cambió radicalmente, de porno de estilo gonzo a porno de estilo feature (más artístico y notablemente más suave).
Keri afirmó estar muy contenta de haber pasado a formar parte de Wicked Pictures ya que siempre le había interesado la productora, en parte porque las primeras películas X que había visto en su vida pertenecían a dicha compañía, además le parecía muy interesante la idea de rodar películas con un estilo diferente a la gran mayoría de las que había rodado.[cita requerida]
Keri continuó trabajando para Wicked Pictures durante 9 meses, hasta diciembre de 2005, cuando decidió retirarse de la industria del porno quebrantando así su contrato con Wicked Pictures para continuar sus estudios universitarios en su hogar, la costa este de los Estados Unidos.